# Bela (Slovénie)
Pour les articles homonymes, voir Bela.
Bela est une station de ski de très petite taille, située près de Semič dans la région de Carniole-Blanche, dans le sud-est de la Slovénie.